# 利根川橋梁 (常磐線)
利根川橋梁（とねがわきょうりょう）は、東日本旅客鉄道（JR東日本）常磐線の利根川に架かる鉄道橋で、トラス橋である。千葉県我孫子市青山と茨城県取手市取手を結ぶ。

## 概要
快速線、緩行線でそれぞれ独立した複線下路式ワーレントラス橋が架けられている。
2014年（平成26年）以前の快速線の橋梁は、上り線が東京石川島造船所（現・IHI）製の単線下路式曲弦プラットトラス橋であり、下り線が横河橋梁製作所（現・横河ブリッジ）製の単線下路式ワーレントラス橋の組み合わせとなっていた。
老朽化のため、下流側（現橋梁と緩行線橋梁の間）への架け替え工事が実施され、2013年（平成25年）12月8日に快速上り線が、2014年（平成26年）11月9日に快速下り線が、それぞれ新橋梁に切り替えられた。新橋梁の供用開始後、旧橋梁は撤去された。

## 歴史
- 1896年（明治29年） 日本鉄道土浦線（のちの常磐線）の田端 - 土浦間開業に伴い、本橋梁（初代）が供用開始となる。
- 1906年（明治39年）11月1日 日本鉄道が国有化される。
- 1909年（明治42年）10月12日 路線名称が常磐線となり常磐線の橋梁となる。
- 1917年（大正6年） 複線化のため旧下り線の橋梁（2代目）を架設し供用開始となる。
- 1922年（大正11年） 複線化のため橋梁（初代）を撤去し、旧上り線の橋梁（2代目）を架設する。翌年に複線化とともに供用開始となる。
- 1958年（昭和33年） 旧下り線（現・快速下り線）の橋梁（3代目）を架設する。
- 1962年（昭和37年） 旧下り線の橋梁（2代目）が旧上り線（現・快速上り線）に転用される。また、旧上り線の橋梁（2代目）が撤去される。なお、撤去された旧トラス桁8連はそれぞれ転用され内7連が現用されている[4]。
- 1982年（昭和57年）11月15日 我孫子 - 取手間複々線化に伴い、緩行線用の橋梁が架設・供用開始となり、従来の橋梁は快速線用となる。
- 1987年（昭和62年）4月1日 国鉄分割民営化によりJR東日本の橋梁となる。
- 2013年（平成25年）12月8日 快速上り線が新橋梁に切り替えられる。
- 2014年（平成26年）11月9日 快速下り線が新橋梁に切り替えられる。

## 隣の橋
- 利根川

（上流） - 新大利根橋 - 大利根橋 - 利根川橋梁 - 栄橋 - 若草大橋 - （下流）